# جايسون بلوك
جايسون بلوك هو سباح كندي، ولد في 28 ديسمبر 1989 في كالغاري في كندا.